# أعمال العنف في ترمسعيا 2023
أعمال العنف في ترمسعيا 2023 هي أعمال عنف وقعت بتاريخ 21 حزيران/يونيو 2023 في بلدة ترمسعيا الفلسطينية في محافظة رام الله في الضفة الغربية إلى الشمال من القدس. هاجمَ عشرات المستوطنين الإسرائيليين وبشكلٍ عنيفٍ في وقت متأخر من ليل الثلاثاء وصباح الأربعاء والخميس بلدة ترمسعيا وقرى أخرى مجاورة مثل قرية سنجل انتقامًا لعملية إطلاق النار في عيلي التي وقعت في وقت سابق من عصر يوم الثلاثاء الموافق 20 يونيو 2023، والتي قُتل فيها 4 مستوطنين إسرائيليين. تسبَّبَ هجوم المستوطنين بدعمٍ من جيش الاحتلال في مقتل الفلسطيني عمر جبارة "أبو القطين" برصاصة أطلقها جنود الجيش الإسرائيلي كما أُصيب عشرات آخرون، وأحرق المستوطنون خلال الهجوم عشرات السيارات والمنازل. يُعتبر هذا الهجوم أَسوأ عنفٍ للمستوطنين الإسرائيليين بعد هجومهم السابق على بلدة حوارة.

## أعمال العنف
في 19 حزيران/يونيو 2023 قامت قواتِ من جيش الاحتلال الإسرائيلي بالدخول إلى مدينة جنين شمال الضفة الغربية. أسفر دخولهم إلى مقتل 6 أشخاص بينهم طفلان وإصابة 91 شخصًا بجروح بينهم 23 إصاباتهم خطيرة. هاجمَ فلسطينيان مجموعة مستوطنين في عيلي (مستوطنة) وأسفرت العمليّة عن مقتل 4 مستوطنين وجرحِ 4 آخرين بجروح خطيرة. ارتفعت مباشرةً بعد الهجوم الدعوات الإسرائيلية للانتقام على وسائل التواصل الاجتماعي.
اقتحمَ مئات المستوطنين القادمين من المستوطنات المجاورة بلدة ترمسعيا وأحرقوا سيارات ومنازل وممتلكات الفلسطينيين من سكّان البلدة، ولم تمنعهم قوات الجيش الإسرائيلي من دخول البلدة بل تلقوا دعمًا من قِبل بعض أفرع الجيش. أكدت وزارة الصحة الفلسطينية إصابة عشرات الفلسطينيين خلالَ أعمال العنف والهجمات التي شنّها المستوطنون، والذين واجهوا مقاومة من أبناء القرية الذين ألقوا الحجارة على مثيري الشغب من مقتحِمي القرية، ودعت مكبرات الصوت في مساجد ترمسعيا أهالي القرية للخروج لمواجهة مثيري الشغب.
أعلنت وزارة الصحة الفلسطينية عن مقتل الشاب عمر قطين (27 عاما) برصاص المستوطنون الإسرائيليون وهو من سكان ترمسعيا. فيما أحرقت 60 سيارة و30 منزلا في هجوم قرابة 400 مستوطن مسلح من مستوطنة شيلو على بلدة ترمسعيا.

## تمزيق القرآن في قرية عوريف
قام عدد من قطعان المستوطنين وبرفقة كلاب بوليسية بإقتحام مسجد في قرية عوريف وتمزيق القرآن الكريم وحرقه.

## ردود الفعل
- الرئاسة الفلسطينية: ندد رئيس السلطة الفلسطينية محمود عباس، بـ «العمل الإرهابي الذي يقوم به المستوطنون تحت رعاية قوات الاحتلال»، وأوعز الرئيس محمود عباس، لرئيس الوزراء محمد اشتية والوزراء بالتوجه إلى ترمسعيا، وتقديم كل أشكال الدعم والمساندة للتخفيف على المواطنين من الاعتداء الإرهابي الذي جرى اليوم.[6]
- الولايات المتحدة: أبدت الولايات المتحدة قلقها من اعتداءات المستوطنين على البلدات الفلسطينية، وآخرها بلدتا ترمسعيا وعوريف.[7]
- الأمم المتحدة: وجه المفوض الأممي السامي لحقوق الإنسان، فولكر تورك، رسالة تحذير للاحتلال الإسرائيلي، بسبب "عدوانه العسكري على الفلسطينيين" في الضفة الغربية المحتلة، في حين زار وفد أوروبي قرية ترمسعيا، شمالي رام الله، وندّد باعتداءات المستوطنين على الفلسطينيين.[8]
- الجزائر: أدانت الجزائر، الاعتداءات الهمجية المتكررة وأعمال الترويع التي يقوم بها المستوطنون، بتشجيع وحماية من قوات الاحتلال الاسرائيلي، ضد المواطنين الفلسطينيين العزل، والتي أدت إلى استشهاد وإصابة عدد منهم، وتدمير ممتلكاتهم. وطالبت الجزائر في بيان صدر عن وزارة الشؤون الخارجية والجالية الوطنية بالخارج، "بالوقف الفوري لهذه الأعمال الشنيعة، التي تعد خرقا فاضحا ومتكررا لكل القوانين والأعراف الدولية".[9]
- الاتحاد الأوروبي: قال ممثل الاتحاد الأوروبي في فلسطين، سفن كون فون بورغسدورف، إن "هجوم المستوطنين على منازل الفلسطينيين في بلدة ترمسعيا برام الله، عمل إرهابي"، مؤكداً أن "المستوطنات في الضفة غير قانونية وبُنيت على أراضٍ فلسطينية".[10]
- زار وفد دبلوماسي من كل من النمسا، وبلجيكا، والدينمارك، وفنلندا، وفرنسا، وألمانيا، وايرلندا، واليابان، ومالطا، وهولندا، والنرويج، وبولندا، والبرتغال، والسويد، وسويسرا، والمملكة المتحدة، قرية ترمسعيا والتقوا بأهلها لتقديم واجب العزاء بضحايا هجمات المستوطنين الأخيرة ولإدانة عنف المستوطنين بأشد العبارات.[11]
- المملكة المتحدة: وأدانت القنصلية البريطانية في القدس، الهجوم، مطالبة بانتهاء فوري لعنف المستوطنين، ومحاسبة مرتكبي الجرائم. وقالت القنصلية البريطانية في بيان: "مشاهد مروعة في بلدة ترمسعيا بالضفة الغربية، حيث تم مهاجمة الفلسطينيين وتدمير ممتلكاتهم من قبل المستوطنين الإسرائيليين". وأضاف البيان: "قُتل فلسطيني وأصيب آخرون بجروح خطيرة، لذا يجب أن تنتهي دورة العنف هذه، ويجب محاسبة مرتكبي الجرائم".[12]
- تركيا: أدانت وزارة الخارجية التركية بشدة اقتحام المستوطنين الإسرائيليين لمسجد في قرية عوريف جنوب نابلس واعتداءهم على القرآن الكريم، داعية إلى "تقديم مرتكبي جريمة الكراهية غير المقبولة هذه إلى العدالة في أقرب وقت ممكن". وأعربت "الخارجية التركية" في بيان صدر عنها، عن قلقها البالغ إزاء تصاعد التوتر مجددا في الأيام الأخيرة بالضفة الغربية. كما أدانت الهجمات التي تشنها جماعات المستوطنين في مناطق مختلفة من الضفة الغربية، والتي أسفرت عن استشهاد الشاب عمر جبارة (25 عاما) برصاص الاحتلال الإسرائيلي في بلدة ترمسعيا شمال رام الله.[13]
- الأردن: أدانت وزارة الخارجية وشؤون المغتربين الأردنية، "اعتداءات المستوطنين الإسرائيليين على عدد من القرى في الأرض الفلسطينية المحتلة، مطالبة بوقفها فورا.[14]